# 龙须海棠属
龙须海棠属（学名：Mesembryanthemum），又稱日中花属，为番杏科被子植物一个肉质、旱生植物的属。该属共有1000种，是非洲南部的本土植物。

## 物種
下列為部分本屬物種：
- 心叶日中花 Mesembryanthemum cordifolium L.f.
- 冰叶日中花 Mesembryanthemum crystallinum L.
- 食用日中花 Mesembryanthemum edule
- 美丽日中花 Mesembryanthemum spectabile
- 弯叶日中花 Mesembryanthemum uncatum

## 圖庫

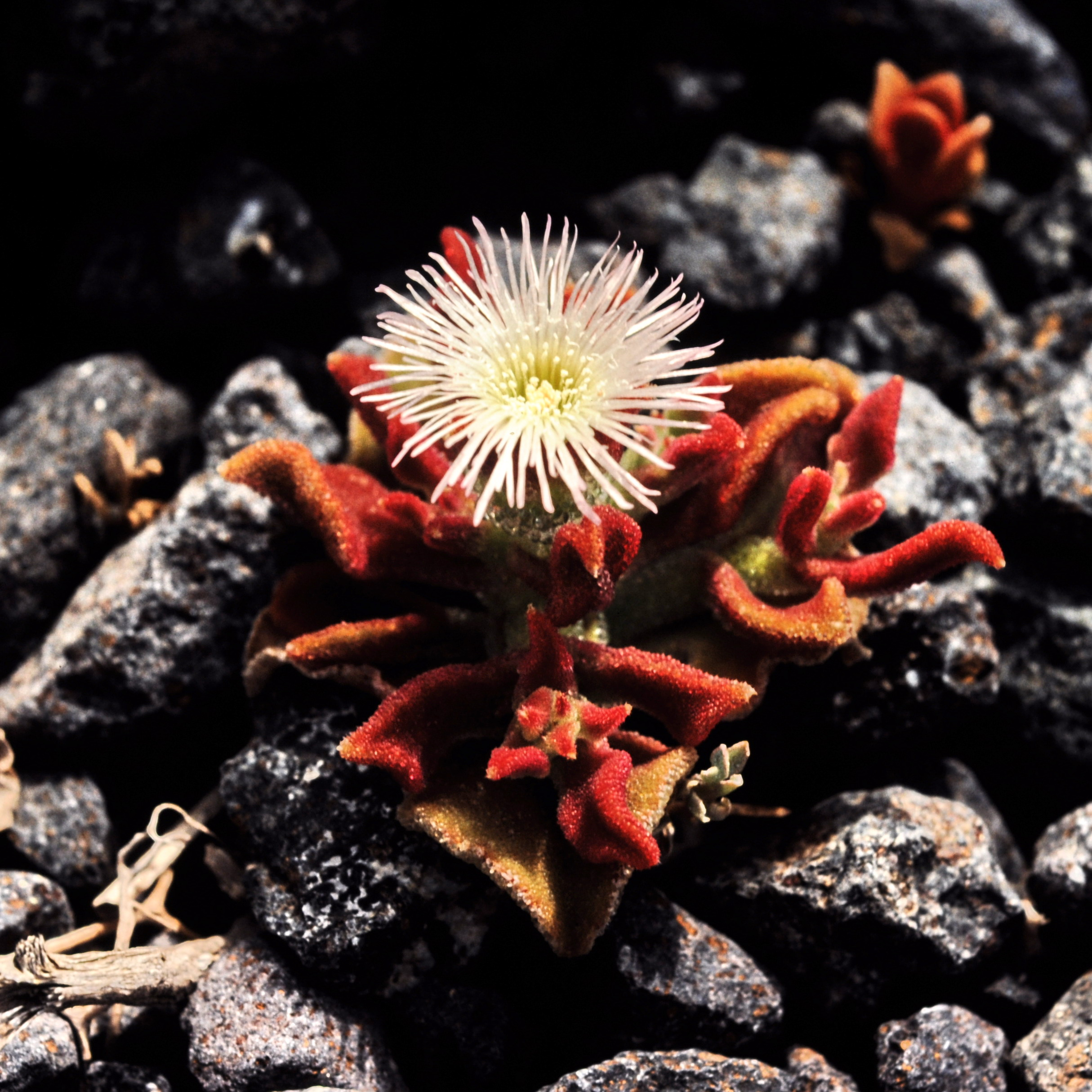
冰叶日中花
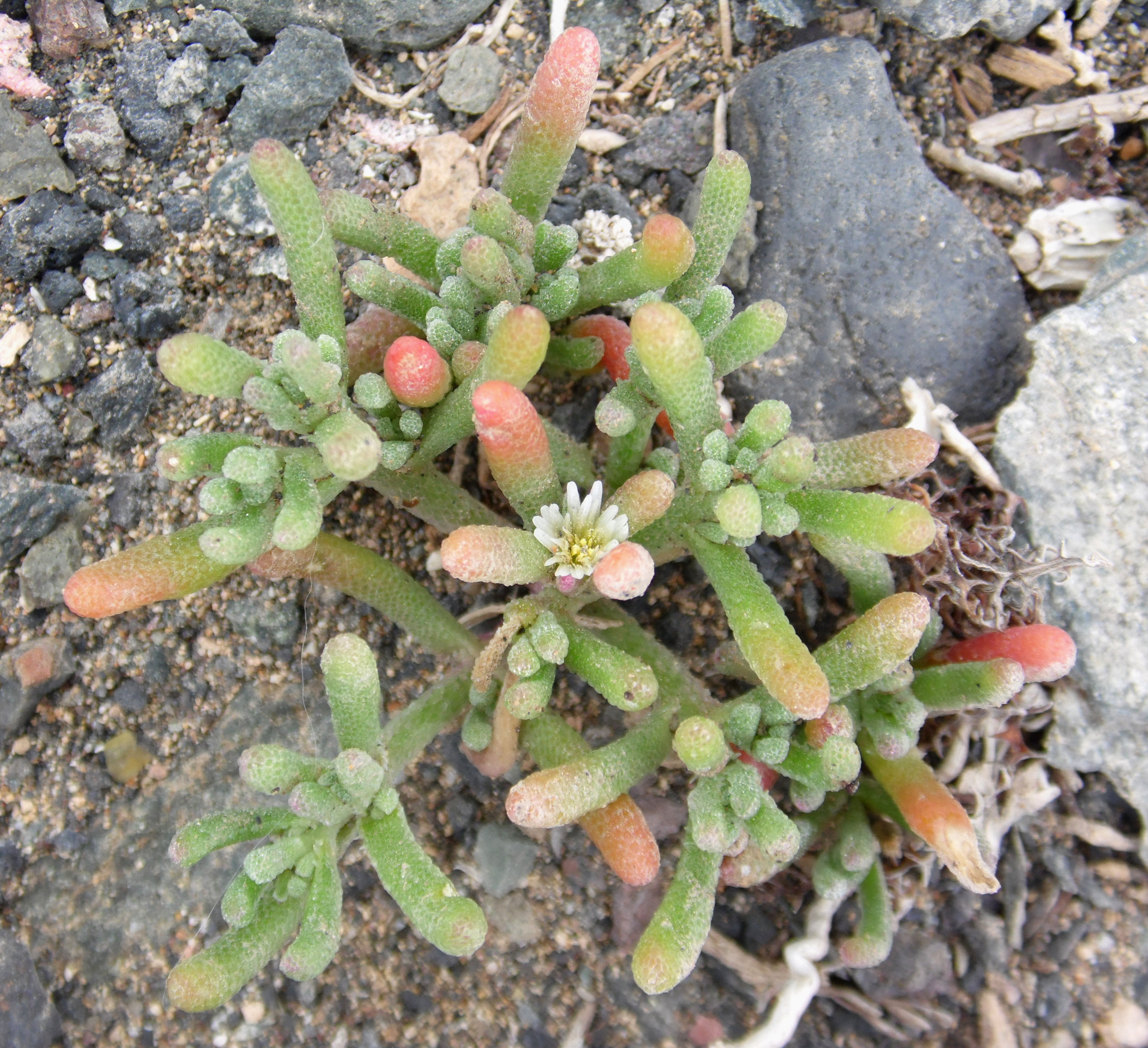
Mesembryanthemum nodiflorum